# Aníta Hinriksdóttir
Aníta Hinriksdóttir (* 13. Januar 1996 in Reykjavík) ist eine isländische Leichtathletin, die im Mittelstreckenlauf antritt und sich auf die 800 Meter spezialisiert hat.

## Karriere
Schon in sehr jungen Jahren war die Isländerin sehr erfolgreich. 2012 belegte sie als erst 16-jährige den vierten Platz bei den Leichtathletik-Juniorenweltmeisterschaften. Im Jahr darauf gewann sie Gold bei den Jugendweltmeisterschaften und bei den Junioreneuropameisterschaften. 2015 belegte sie bei den Halleneuropameisterschaften den 5. Platz und schied bei den Weltmeisterschaften 2015 in Peking bereits in der Vorrunde aus. Zudem gewann sie bei den Junioreneuropameisterschaften in Schweden die Bronzemedaille. Bei den Hallenweltmeisterschaften 2016 belegte sie im Finale erneut den 5. Rang und galt für die Europameisterschaften als eine Favoritin für eine Medaille. Den Erwartungen konnte sie nicht ganz gerecht werden und belegte im Finale den achten Platz mit einer Zeit 2:02,55 min. Bei den Olympischen Spielen in Rio de Janeiro scheiterte sie trotz neuer nationaler Rekordzeit am Einzug für das Halbfinale.
Bei den Halleneuropameisterschaften 2017 in Belgrad sicherte sie sich mit dem dritten Platz über 800 Meter ihre erste Medaille bei einer Großveranstaltung in der Seniorenklasse und errang gleichzeitig die erste isländische Medaille bei Halleneuropameisterschaften seit neunzehn Jahren. Bei den U23-Europameisterschaften im polnischen Bydgoszcz gewann sie die Silbermedaille und musste sich dabei nur der Belgierin Renée Eykens geschlagen geben.

## Bestleistungen
- 400 Meter: 54,29 s, 29. Mai 2013 in Luxemburg
  - 400 Meter (Halle): 54,21 s, 6. Februar 2016 in Reykjavík
- 800 Meter: 2:00,05 min, 15. Juni 2017 in Oslo (Isländischer Rekord)
  - 800 Meter (Halle): 2:01,18, 4. Februar 2017 in Reykjavík (Isländischer Rekord)
- 1500 Meter: 4:06,43 min, 11. Juni 2017 in Hengelo (Isländischer Rekord)
  - 1500 Meter (Halle): 4:09,54, 6. Februar 2018 in Düsseldorf (Isländischer Rekord)
- 2000 Meter Hindernis: 6:34,80 min, 19. August 2012 in Växjö (Isländischer Rekord)